# Биологические препараты
Биологические препараты — группа медицинских продуктов биологического происхождения, в том числе вакцины, препараты крови, аллергены, соматические клетки, ткани, рекомбинантные белки, бактериофаги.
В состав биологических препаратов могут входить сахара, белки, нуклеиновые кислоты или сложные комбинации этих веществ; биологические препараты могут представлять собой биологические объекты — например, клетки и ткани. Биологические препараты получают из различных природных источников — животных, микроорганизмов, также биологические препараты могут быть синтезированы методами биотехнологии. Активно исследуется потенциал медицинского применения клеточных и генных биологических препаратов для лечения многих заболеваний, неизлечимых в настоящий момент.

## Значение средств биологического и биофармацевтического происхождения
Эту группу выделяют в связи со значительным экономическим и общественным значением входящих в неё препаратов. Так, в 2008 году оборот денежных средств при производстве и реализации препаратов этой группы достиг суммы 65,2 миллиарда долларов США. Препараты этой группы применяются для лечения и профилактики массовых тяжелых эндокринных и онкологических заболеваний.

## Отношение к биофармакологии
Эту группу препаратов изучает биофармакология. Не существует единства в употреблении термина «биологические препараты». Представители прессы и деловые круги содержание этого термина сужают до препаратов, полученных с помощью биологических процессов, вовлекающих рекомбинантную ДНК-технологию. Между тем, исторически термин «биологические препараты» также включал вакцины, донорскую кровь и препараты крови, в том числе, иммунные сыворотки, иммуноглобулины, анатоксины, диагностические и лечебные аллергены, соматические клетки, генную терапию, донорские ткани и рекомбинантные лечебные белки.
Средства биологического и биофармацевтического происхождения, применяемые в лечебных и профилактических целях, выделяют из большого числа источников человеческого, животного и микробного происхождения, получают с использованием живых биологических систем, тканей организмов и их производных, с использованием средств биотехнологии. Их применяют для лечения гематологических, эндокринных, онкологических заболеваний, заболеваний мочеполовой, костно-мышечной систем, и противомикробных препаратов. Среди них факторы крови, тромболитические агенты, гормоны, гемопоэтические факторы роста, интерфероны, интерлейкины, вакцины, моноклональные антитела, факторы некроза опухоли, терапевтические ферменты.

## Отношение к Анатомо-терапевтическо-химической классификации
Известные в настоящее время биологические и биофармацевтические средства, представляющие интерес биофармакологии, распределены по семи из четырнадцати основных анатомических групп Анатомо-терапевтическо-химической классификации (см. таблицу).
Биологические препараты на основе бактерий и других видов микробов состоят из живых или убитых микроорганизмов, отдельных их компонентов, специфических иммуноглобулинов, сывороток или их фракций; применяются также для профилактики, диагностики и лечения инфекционных болезней и являются объектом изучения иммунологии, микробиологии и эпидемиологии. В интересах этих трех отраслей медицины среди них различают профилактические, лечебные и диагностические препараты.
- К профилактическим препаратам относят вакцины и анатоксины, применяемые для иммунизации и выработки соответственного активного антимикробного или антитоксического иммунитета.
- Лечебные препараты в виде иммуноглобулинов и в прошлом иммунных сывороток используют для создания пассивного антимикробного или антитоксического иммунитета. Важное место занимают препараты, содержащие представителей нормальной микрофлоры организма с усиленными антагонистическими свойствами или (и) повышенной колонизирующей активностью, то есть способностью приживления в организме, что приводит к подавлению развития патогенной и условно-патогенной микрофлоры(колибактерин, бифидумбактерин, препараты лактобацилл).
- Диагностические препараты применяют при оценке иммунного статуса организма: иммунные сыворотки используют для установления класса иммуноглобулинов, определения компонентов комплемента, для постановки аллергических диагностических проб, диагностикумы в виде взвеси убитых бактерий или антигенов, адсорбированных на носителях) используют для проведения серологических исследований и определения антител в сыворотке крови больных. К диагностическим препаратам относятся также бактериофаги и диагностические иммунные сыворотки для идентификации микроорганизмов с помощью различных реакций иммунитета.

| Основная анатомическая группа                                                          | Терапевтическо-фармакологическая группа | Группа препарата                                                                           |
| -------------------------------------------------------------------------------------- | --------------------------------------- | ------------------------------------------------------------------------------------------ |
| A. Биопрепараты, применяемые при заболеваниях пищеварительного тракта и обмена веществ | Лечение сахарного диабета               | Инсулин                                                                                    |
|                                                                                        | Ферментные препараты                    | Панкреатин                                                                                 |
|                                                                                        | Бактериальные препараты                 | Бифиформ, Лактобактерин, Бифидумбактерин                                                   |
| B. Биопрепараты, применяемые при нарушениях кроветворения и крови                      | Гемостатические препараты               | Фактор свертывания VIII,Фактор свертывания IX                                              |
|                                                                                        | Антикоагулянты                          | Активатор тканевого плазминогена                                                           |
|                                                                                        | Стимуляторы эритропоэза                 | Эритропоэтин                                                                               |
| G. Биопрепараты, применяемые в нефрологии и урологии                                   | Гонадотропины                           | Гонадотропин                                                                               |
| H. Биопрепараты с гормональной активностью для системного применения                   | Гормоны, расщепляющие гликоген          | Глюкагон                                                                                   |
|                                                                                        | Гормоны передней доли гипофиза          | Генотропин                                                                                 |
| J. Противомикробные биопрепараты для системного применения                             | Вакцины                                 | Вакцины против гепатитов A, В, кори, гриппа, Вакцина против вируса папилломы человека и др |
|                                                                                        | Иммуноглобулины                         | Анти-Д-иммуноглобулин и др.                                                                |
| L. Биопрепараты, применяемые в онкологии и иммунологии                                 | Цитокины и иммуномодуляторы             | Колоние-стимулирующие факторы, фактор некроза опухоли                                      |
|                                                                                        | Интерфероны                             | Интерфероны                                                                                |
|                                                                                        | Интерлейкины                            | Интерлейкины                                                                               |
|                                                                                        | Иммунодепрессанты                       | Моноклональные антитела                                                                    |
| M. Биопрепараты, применяемые при заболеваниях костно-мышечной системы                  | Ревматоидный артрит                     | -                                                                                          |